# كأس العرش 2017
كأس العرش المغربي لكرة القدم 2017 هي النسخة الحادية والستون من مباريات كأس العرش المغربية، شارك فيه هذه النسخة فرق من دوري الدرجة الأولى المغربي وفرق أخرى من القسم الثاني، حيث يتقابل كل فريقين بقرعة تقام صيف كل موسم، للتنافس على كأس العرش، ويتأهل البطل مباشرة إلى تصفيات كأس الاتحاد الكونفدرالي الأفريقي.
توج في هذه النسخة فريق الرجاء البيضاوي وذلك بعد تغلبه في النهائي على الدفاع الحسني الجديدي بالركلات الترجيحية (3 – 1) بعد انتهاء الوقت الرسمي والأشواط الإضافية بالتعادل الإيحابي بهدف لمثله، ليحصد بذلك لقبه الثامن في هذه المسابقة وقد تسلم الفريق كأس العرش على يد شقيق ملك المغرب رشيد بن الحسن بعد أن تابع كل أطوار المباراة النهائية مباشرة من ملعب مولاي عبد الله بالعاصمة الرباط.

## الفرق المشاركة

### فرق دوري الدرجة الأولى
- شباب أطلس خنيفرة
- شباب الريف الحسيمي
- الدفاع الحسني الجديدي
- الفتح الرباطي
- الجيش الملكي
- حسنية أكادير
- اتحاد طنجة
- قصبة تادلة
- النادي القنيطري
- الكوكب المراكشي
- المغرب التطواني
- أولمبيك آسفي
- أولمبيك خريبكة
- الرجاء البيضاوي
- نهضة بركان
- الوداد البيضاوي

### فرق دوري الدرجة الثانية
- نادي الجمعية السلاوية
- نادي المولودية الوجدية
- نادي أولمبيك الدشيرة
- نادي سريع وادي زم
- اتحاد سيدي قاسم
- اتحاد تمارة
- نادي الوداد الفاسي
- نادي يوسفية برشيد

### فرق أخرى
- شباب هوارة
- النادي السالمي
- نادي أولمبيك مراكش
- أولمبيك فوسبوكراع
- نهضة الزمامرة
- نادي سطاد
- نادي الاتحاد البيضاوي
- الرجاء الرياضي أرفود

## الدور الأول
- ذهاب الدور الثاني من كأس العرش المغربي لًعب في الفترة ما بين 22-23 أغسطس 2017
- إياب الدور الثاني من كأس العرش المغربي لًعب في الفترة ما بين 26-27 أغسطس 2017

مباريات الدوري السادس عشر من كأس العرش المغربي 2017
| الفريق الأول          | إجم.          | الفريق الثاني          | مباراة الذهاب | مباراة الإياب |
| --------------------- | ------------- | ---------------------- | ------------- | ------------- |
| نادي الوداد الفاسي    | 0 - 1         | شباب أطلس خنيفرة       | 0 - 0         | 0 - 1         |
| الفتح الرباطي         | 3 - 1         | نادي المولودية الوجدية | 2- 0          | 1 - 1         |
| المغرب التطواني       | 2 - 2 (a)     | نادي الجمعية السلاوية  | 2 - 1         | 0 - 1         |
| اتحاد طنجة            | 2 - 1         | اتحاد سيدي قاسم        | 1 - 1         | 1 - 0         |
| نادي النهضة البركانية | 4 - 0         | نادي اتحاد تمارة       | 0 - 0         | 4 - 0         |
| نادي سطاد             | 4 - 5         | الجيش الملكي           | 2 - 3         | 2 - 2         |
| النادي القنيطري       | 2 - 2 (a)     | نادي الاتحاد البيضاوي  | 2 - 1         | 0 - 1         |
| شباب الريف الحسيمي    | 3 - 0         | الرجاء الرياضي أرفود   | 1 - 0         | 2 - 0         |
| حسنية أكادير          | 4 - 1         | أولمبيك آسفي           | 3 - 1         | 1 - 0         |
| نادي نهضة الزمامرة    | 3 - 6         | الدفاع الحسني الجديدي  | 2 - 3         | 1 - 3         |
| النادي السالمي        | 5 - 2         | نادي يوسفية برشيد      | 1 - 1         | 4 - 1         |
| الرجاء البيضاوي       | 4 - 1         | نادي أولمبيك الدشيرة   | 0 - 0         | 4 - 1         |
| أولمبيك فوسبوكراع     | 0 - 0 (3–4 p) | قصبة تادلة             | 0 - 0         | 0 - 0         |
| أولمبيك خريبكة        | (a) 1 - 1     | أولمبيك مراكش          | 0 - 0         | 1 - 1         |
| الكوكب المراكشي       | 0 - 3         | الوداد البيضاوي        | 0 - 1         | 0 - 2         |
| نادي سريع وادي زم     | 2 - 1         | شباب هوارة             | 1 - 0         | 1 - 1         |

## ثمن النهائي
- ذهاب ثمن نهائي كأس العرش المغربي لًعب في الفترة 12-13 سبتمبر 2017
- إياب ثمن نهائي كأس العرش المغربي لًعب في الفترة 19-20 سبتمبر 2017

| الفريق الأول          | إجم.      | الفريق الثاني         | مباراة الذهاب | مباراة الإياب |
| --------------------- | --------- | --------------------- | ------------- | ------------- |
| نادي الاتحاد البيضاوي | 2 - 4     | قصبة تادلة            | 2 - 4         | 0 - 0         |
| الوداد البيضاوي       | 2 - 3     | نادي النهضة البركانية | 1 - 1         | 1 - 2         |
| نادي الجمعية السلاوية | 1 - 2     | شباب الريف الحسيمي    | 0 - 2         | 1 - 0         |
| الدفاع الحسني الجديدي | (a) 1 - 1 | اتحاد طنجة            | 0 - 0         | 1 - 1         |
| الجيش الملكي          | 5 - 1     | النادي السالمي        | 4 - 0         | 1 - 1         |
| نادي سريع وادي زم     | 1 - 2     | أولمبيك خريبكة        | 1 - 0         | 0 - 2         |
| الرجاء البيضاوي       | 1-2       | الفتح الرباطي         | 0 - 0         | 2 - 1         |
| شباب أطلس خنيفرة      | (a) 2 - 2 | حسنية أكادير          | 0 - 1         | 2 - 1         |

## ربع النهائي
- ذهاب ربع نهائي كأس العرش المغربي لُعب في 11 أكتوبر 2017
- إياب ربع نهائي كأس العرش المغربي لًعب في 25 أكتوبر 2017

| الفريق الأول       | إجم.  | الفريق الثاني         | مباراة الذهاب | مباراة الإياب |
| ------------------ | ----- | --------------------- | ------------- | ------------- |
| قصبة تادلة         | 0 - 5 | نادي النهضة البركانية | 0 - 1         | 0 - 4         |
| شباب الريف الحسيمي | 2 - 3 | الدفاع الحسني الجديدي | 2 - 1         | 0 - 2         |
| الجيش الملكي       | 5 - 1 | أولمبيك خريبكة        | 2 - 0         | 3 - 1         |
| الرجاء البيضاوي    | 7 - 1 | شباب أطلس خنيفرة      | 5 - 1         | 2 - 0         |

## نصف النهائي
- ذهاب نصف نهائي كأس العرش المغربي لًعب في 25-26 أكتوبر 2017
- إياب نصف نهائي كأس العرش المغربي لُعب في 1-2 نوفمبر 2017

| الفريق الأول          | إجم.  | الفريق الثاني         | مباراة الذهاب | مباراة الإياب |
| --------------------- | ----- | --------------------- | ------------- | ------------- |
| نادي النهضة البركانية | 3 - 4 | الدفاع الحسني الجديدي | 0-0           | 3 - 4         |
| الجيش الملكي          | 1 - 1 | الرجاء البيضاوي       | 1 - 1         | 0- 0          |

## النهائي
| الرجاء البيضاوي | 1 - 1 | الدفاع الحسني الجديدي      |
| --------------- | ----- | -------------------------- |
| محسن ياجور 28'  |       | 59' (ركلة جزاء) حميد أحداد |